# Estación Coronda
Coronda es una estación de ferrocarril ubicada en la ciudad de Coronda, provincia de Santa Fe, Argentina.

## Servicios
No presta servicios de pasajeros, sólo de cargas. Sus vías corresponden al Ramal F1 del Ferrocarril General Belgrano. Sus vías e instalaciones están concesionadas a la empresa Trenes Argentinos Cargas.
Hasta inicios de la década de 1980, prestaba servicios de pasajeros de media distancia entre la estación Santa Fe hasta la estación Rosario Oeste, deteniéndose en esta misma estación.
Desde esta estación partía el Ramal F5 hacia Estación Gessler, clausurado en los años 1960.
Se encuentra precedida por el Embarcadero Arijón y le siguen Estación Arocena por parte del F1 y Estación Larrechea por parte del F5.